# كلورة المياه

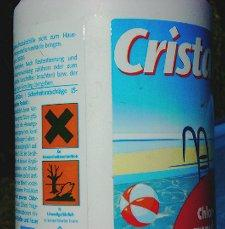

كلورة المياه أو ماء مكلور أو ماء الكلور هي وسيلة من وسائل تنقية المياه يضاف فيها الكلور Cl2 أو مركباته مثل أيون هيبوكلوريت −ClO إلى الماء. تستخدم هذه الوسيلة بغرض التعقيم وقتل البكتريا والميكروبات في ماء الصنبور ومياه المسابح من أجل القضاء على الأمراض التي تنقلها المياه.

## كيمياء كلورة المياه
عند إضافة الكلور إلى الماء تتشكل مركبات تبقى في توازن كيميائي فيما بينها ويعتمد تشكلها حسب pH الوسط، وهي إضافة إلى الكلور كل من حمض الهيبوكلوروز وحمض الهيدروكلوريك:
{\displaystyle \mathrm {Cl_{2}+H_{2}O\rightleftharpoons \ HClO+HCl} }
يتفكك حمض الهيبوكلوروس في الماء إلى أيون الأوكسونيوم وإلى أيون هيبوكلوريت:
{\displaystyle \mathrm {HClO+H_{2}O\to \ H_{3}O^{+}+ClO^{-}} }
في الأوساط الحمضية تكون Cl2 و HClO هي الأنواع السائدة، في حين أنه في الأوساط القلوية يسود أيون −ClO بشكل أساسي، بالإضافة إلى تراكيز قليلة من −ClO2 و −ClO3 و −ClO4.
تجدر الإشارة إلى أن العملية هنا تتضمن استخدام تراكيز ممددة من الكلور من أجل المعالجة، والعملية هنا تختلف بالكامل عن تفاعل الكلورة المستخدم في الكيمياء.

## اقرأ أيضاً
- فلورة المياه
- تطهير مياه المسابح